# Willie Alexander
Willie "Loco" Alexander (né le 13 janvier 1943 à Philadelphie, en Pennsylvanie) est un chanteur et clavieriste américain. Il joua dans plusieurs groupes, dont The Lost, The Bagatelle, et The Grass Menagerie, avant de devenir un membre de The Velvet Underground vers la fin de 1971, aux côtés de deux anciens de Grass Menagerie: Doug Yule et Walter Powers. Il remplaçait Sterling Morrison, qui était parti pour continuer des études académiques.
Avec Velvet Underground, Alexander a participé à des tournées en Angleterre, en Écosse, et aux Pays-Bas. Alexander quitta le groupe à la fin de la tournée, mais continua sa carrière musicale en solo et avec son Boom Boom Band. Entretemps, Alexander collabora avec Powers pour faire des tournées en France en 1982 pour le label de punk rock français New Rose Records, pour faire la première partie de Dramarama en 1987, et pour promouvoir son Boom Boom Band en 2006.

## Discographie

### Solo
- Solo Loco (1981)
- "Taxi-stand Diane" (1984)
- Tap Dancing on My Piano (1986)
- The Dragons Are Still Out (1988)
- Greatest Hits (1988)
- Fifteen Years of Rock & Roll with Willie Alexander (1991)
- Willie Loco Boom Boom Ga Ga 1975-1991 (1992)
- Private WA (1993)
- The Holy Babble (1996)
- Loco in Beantown (1999)
- The New Rose Story 1980-2000 (2001)
- Solo Loco Redux (2002)
- Vincent Ferrini's Greatest Hits (2009)

### Willie Alexander and the Persistence of Memory Orchestra
- Willie Alexander's Persistence of Memory Orchestra (1993)
- The Persistence of Memory Orchestra: The East Main St. Suite (1999)

### Willie Alexander and the Boom Boom Band
- Sperm Bank Babies (1978; authorized bootleg)
- Willie Alexander and the Boom Boom Band (1978)
- Meanwhile... Back in the States (1978)
- Pass the Tabasco (1996 - reissue of the two first albums)
- Loco Live 1976 (2001)
- Dog Bar Yacht Club (2005)

### Willie Alexander and the Confessions
- A Girl Like You (1982)
- Autre Chose (live, 1982)

### The Fish Eye Brothers
- When the Swan was on the Boulevard (2009)

### Avec The Bagatelle
- The 11 p.m. Saturday LP (1968)

### Avec The Lost
- Early Recordings, Demos, Acoustic and Live 1965-1966 (1996)

### Avec The Velvet Underground
- Final V.U. 1971-1973 (2001)

## Sources